# Nebrioporus nipponicus
Nebrioporus nipponicus är en skalbaggsart som först beskrevs av Takizawa 1933.  Nebrioporus nipponicus ingår i släktet Nebrioporus och familjen dykare. Inga underarter finns listade i Catalogue of Life.